# Harpaktognat
Harpaktognat (Harpactognathus gentryii) – pterozaur z rodziny Rhamphorhynchidae; jego nazwa znaczy "zachłanna szczęka".
Żył w okresie późnej jury (ok. 155-150 mln lat temu) na terenach Ameryki Północnej. Długość ciała ok. 50 cm, rozpiętość skrzydeł ok. 1,3 m, masa ok. 20 kg. Jego szczątki znaleziono w USA (w stanie Wyoming).